# Ammonioleucite
La ammonioleucite è un minerale.

## Abito cristallino
Tetragonale.

## Origine e giacitura
Zone metamorfiche

## Forma in cui si presenta in natura
Abito cristallino uguale a quello della leucite.